# Municipalità di Mid-Western
La municipalità di Mid-Western è una local government area che si trova nel Nuovo Galles del Sud. Si estende su una superficie di 8.737 chilometri quadrati e ha una popolazione di 22.860 abitanti. La sede del consiglio si trova a Mudgee.